# Werner Chrobak
Werner Johann Chrobak (* 20. März 1948 in Flossenbürg) ist ein deutscher Historiker und Stadtheimatpfleger in Regensburg.

## Leben
Werner Chrobak wurde in Flossenbürg als Sohn eines Maschinenschlossers geboren und schloss seine Schulbildung 1968 mit Abitur ab. Im Anschluss daran besuchte er das Priesterseminar Regensburgs um katholischer Priester zu werden. Nach dem vierten Semester verließ er das Seminar und studierte in der Folge an der dortigen Universität Diplomtheologie und Geschichte. Im Jahre 1979 schloss er seine Dissertation ab. Im Jahre 1981 übernahm er die Leitung der Bischöflichen Zentralbibliothek. Dort war er zuständig für wissenschaftliche Beratung allgemein, eine Vielzahl von Ausstellungen und für Handschriften- und Inkunabelbetreuung. Zuletzt war Chrobak Bibliotheksoberrat und Stellvertreter des Direktors des Archivs Paul Mai, bis er 2013 in Ruhestand ging. 
Nachdem er lange Zeit die Funktion des Vorsitzenden des Historischen Vereins für Oberpfalz und Regensburg ausübte, wurde er zum Ehrenmitglied ernannt. Seit 1998 ist Chrobak ehrenamtlicher Heimatpfleger der Stadt Regensburg. Im Deutschen Orden ist er Komtureibeirat.

## Kritik
Werner Chrobak  ermunterte Robert Bürger zu dessen Bericht Regensburg in den letzten Kriegstagen und unterstützte ihn bei der Ergänzung von Quellen, Korrekturen  und Vornahme des Drucksatzes. Zudem ermöglichte Chrobak die Veröffentlichung des Aufsatzes im Verlag des Historischen Vereins für Oberpfalz und Regensburg und schrieb dazu ein Vorwort, das die quellenmäßige Absicherung des Berichts betont. Bürger stilisierte sich in seinem Aufsatz zum Retter Regensburgs, der die Stadt im April 1945 vor der angeblich bereits angelaufenen Zerstörung durch die amerikanischen Truppen bewahrte.
In der Folge baute Chrobak unter anderem für seine eigene Arbeit über den Domprediger  Johann Maier auf Bürger auf. In diesem Zusammenhang interviewte er im Februar 1985 den Stabsoffizier Othmar Matzke, der Bürgers Angaben grundsätzlich bestritt. Die schriftliche Ausfertigung des Interviews mit Matzke war verschollen bis Ende 2012.  Da Chrobak die widrigen Angaben des Zeitzeugen Matzke verschwieg bzw. nicht berücksichtigte, geriet er unter Kritik, elementare wissenschaftliche Standards missachtet zu haben. Eine nach wissenschaftlichen Kriterien vorgenommene Aufarbeitung des Kriegsendes in Regensburg wurde 2019 veröffentlicht.

## Schriften
- Selige Theresia von Jesu Gerhardinger (1797–1879), ein Leben für Kirche und Schule (= Kataloge und Schriften /Bischöfliches Zentralarchiv und Bischöfliche Zentralbibliothek Regensburg Bd. 13), 1997.
- Der Deutsche Katholikentag 1904 zu Regensburg und der Umbau des Bischofshofs 1904/2004 (= Ausstellung der Brauerei Bischofshof in der Bischöflichen Zentralbibliothek Regensburg), Schnell & Steiner, Regensburg 2004.
- Domprediger Dr. Johann Maier – ein Blutzeuge für Regensburg. In: Verhandlungen des Historischen Vereins Regensburgs und der Oberpfalz (VHVO) 125, 1985, S. 453–484.
- zusammen mit Paul Mai: Konrad von Megenberg Regensburger Domherr, Dompfarrer und Gelehrter (1309–1374) (= Ausstellung in der Bischöflichen Zentralbibliothek zum 700. Geburtstag). Schnell & Steiner, Regensburg 2009.
- zusammen mit Wilhelm Bunz: Domprediger Dr. Johann Maier 50 Jahre danach (Domprediger Dr. Johann Maier und seine Zeit. Ausstellung in der Bischöflichen Zentralbibliothek). Schnell & Steiner, Regensburg 1995.